# Јован Новак
Јован Новак (Вршац, 8. новембар 1994) српски је кошаркаш. Игра на позицији плејмејкера.

## Биографија
Кошарком је почео да се бави 2002. године у млађим категоријама Хемофарма (касније преименованог у Вршац), а првом тиму овог клуба прикључен је у сезони 2011/12, али уз малу минутажу. Ипак, већ у наредној добија веома запажену улогу у тиму, да би током сезоне 2013/14. као најбољи играч Вршца скренуо пажњу београдских вечитих ривала. Упркос томе, у априлу 2014. прешао је у Раднички из Крагујевца до краја сезоне. Током сезоне 2014/15. играо је за Војводину Србијагас. Сезону 2015/16. почео је као играч Туров Згожелеца, да би крајем априла 2016. прешао у ваљевски Металац до краја сезоне. У сезони 2016/17. био је члан Мега Лекса. Након тога је годину дана био играч пољске екипе Домброва Горњича, а затим је две сезоне носио дрес немачког Мителдојчера. Крајем октобра 2020. се вратио у Мегу, да би већ 6. јануара 2021. прешао у шпанског прволигаша Фуенлабраду. Вратио се у Мегу 21. априла 2021. како би играо у Суперлиги Србије. Са Мегом је стигао до финала Суперлиге, у којем су поражени од Црвене звезде, након чега се у јуну 2021. вратио у Фуенлабраду. Сезону 2023/24. почео је у кинеском Шенџену да би 29. фебруара 2024. прешао у ФМП.
Са репрезентацијом Србије освојио је сребрну медаљу на Светском првенству до 19 година (2013), као и бронзану на Европском првенству до 20 година (2014). За сениорску репрезентацију Србије дебитовао је у квалификацијама за Светско првенство 2023. године.

## Успеси

### Репрезентативни
- Светско првенство до 19 година:  2013.
- Европско првенство до 20 година:  2014.